# Dája Bedáňová
Daniela "Dája" Bedáňová (Ostrava, 9 maart 1983) is een voormalig professioneel tennisspeelster uit Tsjechië. Zij begon met tennis toen zij zes jaar oud was. Haar favoriete ondergronden zijn hardcourt en gravel.
In 1999 was zij ITF-wereldkampioen dubbelspel bij de junioren. In dat jaar won zij onder meer de juniorentitel op Wimbledon, samen met de Argentijnse María Emilia Salerni, en die op het US Open, samen met de Oezbeekse Iroda Tulyaganova.

## Loopbaan

### Enkelspel
Reeds op veertienjarige leeftijd wist zij zich te kwalificeren voor de hoofdtabel van een ITF-toernooi bij de volwassenen, in Prostějov (Tsjechië) in 1997 – zij bereikte de tweede ronde. Haar eerste ITF-finale bereikte zij in 2000, op het toernooi van Rockford (Verenigde Staten) – door de Italiaanse Francesca Schiavone te verslaan, won Bedáňová haar enige ITF-titel.
Inmiddels had zij het jaar ervoor voor het eerst in de hoofdtabel van een WTA-toernooi gestaan, op het toernooi van Philadelphia (1999). Haar eerste WTA-finale bereikte zij in 2000, op het toernooi van Bratislava – door de Nederlandse Miriam Oremans te verslaan, won Bedáňová haar enige WTA-titel.
In 2000 nam Bedáňová deel aan de Olympische spelen in Sydney, en bereikte er de tweede ronde.
Haar beste resultaat op de grandslamtoernooien is het bereiken van de kwartfinale, op het US Open 2001. Haar hoogste positie op de WTA-ranglijst is de zestiende plaats, die zij bereikte in juli 2002.

### Dubbelspel
Ook in het dubbelspel debuteerde Bedáňová op het ITF-toernooi van Prostějov in 1997. Het jaar erop bereikte zij voor het eerst een ITF-finale, samen met de Tsjechische Zuzana Ondrášková, op het toernooi van Bossonnens (Zwitserland) in 1998 – deze eindstrijd verloren zij. De week erna speelde zij met de Duitse Lydia Steinbach op het ITF-toernooi van Biel (Zwitserland) – in de finale versloegen zij Gréta Arn en Katalin Miskolczi, waarmee Bedáňová haar eerste ITF-titel veroverde. In 2001 won zij nog een tweede ITF-toernooi.
In 2000 nam Bedáňová voor het eerst deel aan een WTA-toernooi, in Sopot (Polen). Haar eerste WTA-finale bereikte zij in 2001, op het toernooi van Bratislava, samen met Jelena Bovina – de dames versloegen Nathalie Dechy en Meilen Tu, waarmee Bedáňová haar enige WTA-titel won.
In 2000 nam Bedáňová deel aan de Olympische spelen in Sydney, samen met Květa Hrdličková – zij kwamen evenwel niet voorbij de eerste ronde. In datzelfde jaar won zij met Květa Hrdličková wel hun dubbelspelpartijen van de Fed Cup – de twee Tsjechische dames bereikten de halve finale, waarin zij verloren van het vierkoppige team uit Spanje.
Haar beste resultaat op de grandslamtoernooien is het bereiken van de kwartfinale, op het Australian Open 2002, eveneens met Květa Hrdličková. Haar hoogste positie op de WTA-ranglijst is de 34e plaats, die zij bereikte in juni 2002.

## Posities op deWTA-ranglijst
Positie per einde seizoen:
| jaar | rang enkelspel | rang dubbelspel |
| ---- | -------------- | --------------- |
| 1998 | 783            | –               |
| 1999 | 292            | 697             |
| 2000 | 54             | 687             |
| 2001 | 28             | 82              |
| 2002 | 37             | 57              |
| 2003 | 156            | 66              |
| 2004 | 400            | 269             |
| 2005 | 289            | 333             |

## Palmares
| Legenda                |
| ---------------------- |
| Grandslamtoernooi      |
| Olympische Spelen      |
| Year-End Championships |
| Tier I                 |
| Tier II                |
| Tier III               |
| Tier IV & V            |

### WTA-finaleplaatsen enkelspel
| nr.              | finale     | toernooi       | ondergrond    | tegenstandster | score         |         |
| ---------------- | ---------- | -------------- | ------------- | -------------- | ------------- | ------- |
| gewonnen finales |            |                |               |                |               |         |
| 1.               | 2000-10-29 | WTA Bratislava | hardcourt (i) | Miriam Oremans | 6-1, 5-7, 6-3 | details |
| verloren finales |            |                |               |                |               |         |
| geen             |            |                |               |                |               |         |

### WTA-finaleplaatsen vrouwendubbelspel
| nr.              | finale     | toernooi       | ondergrond    | partner       | tegenstandsters             | score         |         |
| ---------------- | ---------- | -------------- | ------------- | ------------- | --------------------------- | ------------- | ------- |
| gewonnen finales |            |                |               |               |                             |               |         |
| 1.               | 2001-10-21 | WTA Bratislava | hardcourt (i) | Jelena Bovina | Nathalie Dechy Meilen Tu    | 6-3, 6-4      | details |
| verloren finales |            |                |               |               |                             |               |         |
| 1.               | 2003-01-11 | WTA Canberra   | hardcourt     | Dinara Safina | Tathiana Garbin Émilie Loit | 3-6, 6-3, 4-6 | details |

## Resultaten grandslamtoernooien
| Legenda | Legenda                          |
| ------- | -------------------------------- |
| g.t.    | geen toernooi gehouden           |
| l.c.    | lagere categorie                 |
| –       | niet deelgenomen                 |
| G       | uitgeschakeld in de groepsfase   |
| 1R      | uitgeschakeld in de eerste ronde |
| 2R      | uitgeschakeld in de tweede ronde |
| 3R      | uitgeschakeld in de derde ronde  |
| 4R      | uitgeschakeld in de vierde ronde |
| KF      | uitgeschakeld in de kwartfinale  |
| HF      | uitgeschakeld in de halve finale |
| F       | de finale verloren               |
| W       | het toernooi gewonnen            |
| w-v     | winst/verlies-balans             |

### Enkelspel
| Toernooi        | 2000 | 2001 | 2002 | 2003 |
| --------------- | ---- | ---- | ---- | ---- |
| Australian Open | –    | 4R   | 2R   | 2R   |
| Roland Garros   | –    | 3R   | 1R   | 1R   |
| Wimbledon       | 1R   | 1R   | 3R   | 2R   |
| US Open         | 1R   | KF   | 4R   | 1R   |

### Vrouwendubbelspel
| Toernooi        | 2001 | 2002 | 2003 | 2004 |
| --------------- | ---- | ---- | ---- | ---- |
| Australian Open | –    | KF   | 1R   | 1R   |
| Roland Garros   | –    | 3R   | 1R   | –    |
| Wimbledon       | –    | 1R   | 3R   | –    |
| US Open         | 3R   | 1R   | 2R   | –    |

### Gemengd dubbelspel
| Toernooi        | 2002 |
| --------------- | ---- |
| Australian Open | 2R   |
| Roland Garros   | –    |
| Wimbledon       | 2R   |
| US Open         | –    |